# Emil von Sauer
Emil von Sauer, född 8 oktober 1862 i Hamburg, död 29 april 1942 i Wien, var en tysk pianist. 
Sauer, som var elev av Nikolaj Rubinstein och Franz Liszt, gav från 1882 konserter i många städer (i Stockholm 1891) och vann bifall som en solid och betydande virtuos. Han var 1901–07 och från 1915 lärare vid Wiens musikkonservatorium. 
Sauer komponerade bland annat två pianokonserter och 24 konsertetyder (1900), redigerade studieverk och skrivit den självbiografiska boken Meine Welt (1901). Han erhöll ärftligt adelskap 1917.